# Scleroderma dictyosporum
Scleroderma dictyosporum är en svampart som beskrevs av Pat. 1896. Scleroderma dictyosporum ingår i släktet Scleroderma och familjen rottryfflar.   Inga underarter finns listade i Catalogue of Life.